# Aero-Service
Aero-Service es una aerolínea con base en Pointe-Noire, República del Congo. Efectúa vuelos chárter y de conexión en el interior del Congo y a los países vecinos, con un mínimo de servicios de carga. Su base de operaciones principal es el Aeropuerto de Pointe-Noire.

## Códigos
- Código IATA: BF
- Código ICAO: RSR[2]
- Callsign: CONGOSERV

## Historia
La aerolínea fue fundada y comenzó a operar en 1967 como parte del departamento de transporte aéreo de una compañía de ultracongelados. Más tarde se convirtió en aerolínea independiente y actualmente es propiedad de TAG Light Aviation.

## Flota
La flota de Aero-Service incluye los siguientes aviones (a marzo de 2007):
- 1 Antonov An-24RV
- 2 Britten-Norman BN2A Islander
- 1 CASA C.212-100 Aviocar
- 1 CASA C.212-300 Aviocar
- 1 Yakovlev Yak-42